# Laguna Arroyo Grande
Laguna Arroyo Grande är en ort i Mexiko.   Den ligger i kommunen San Lucas Ojitlán och delstaten Oaxaca, i den sydöstra delen av landet, 300 km sydost om huvudstaden Mexico City. Laguna Arroyo Grande ligger 91 meter över havet och antalet invånare är 633.
Terrängen runt Laguna Arroyo Grande är platt åt sydväst, men åt nordost är den kuperad. Runt Laguna Arroyo Grande är det ganska glesbefolkat, med 39 invånare per kvadratkilometer. Närmaste större samhälle är San Lucas Ojitlán, 3,6 km sydost om Laguna Arroyo Grande. Omgivningarna runt Laguna Arroyo Grande är en mosaik av jordbruksmark och naturlig växtlighet.